# Pseudosasa orthotropa
Pseudosasa orthotropa là một loài thực vật có hoa trong họ Hòa thảo. Loài này được S.L.Chen & T.H.Wen miêu tả khoa học đầu tiên năm 1982.